# Circ al foamei

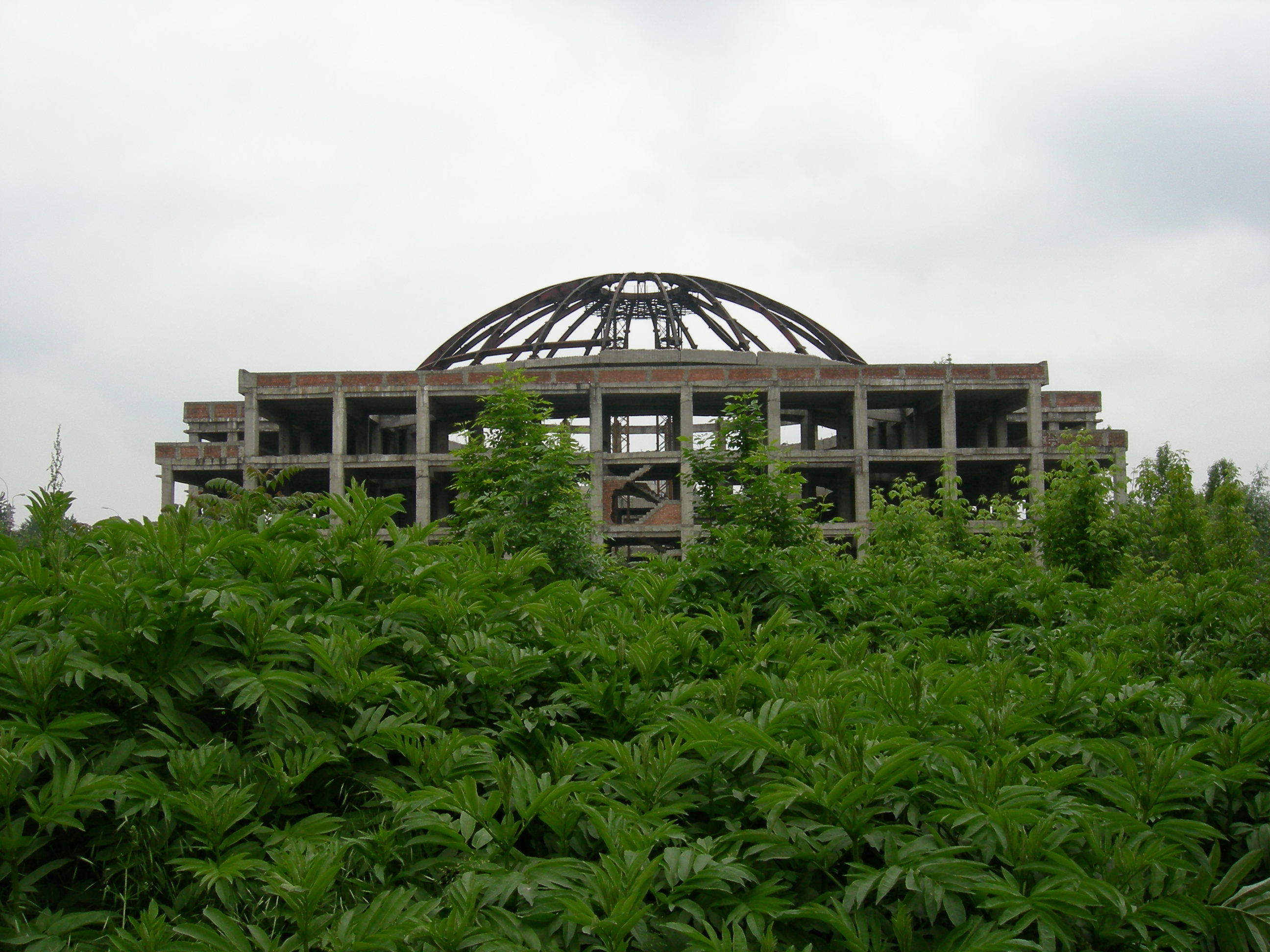
Un „circ al foamei” neterminat.

Circul foamei sau circurile foamei este o sintagmă cu care a rămas în memoria colectivă o serie de clădiri din București care făceau parte din proiectul regimului comunist de sistematizare a capitalei României. Numele oficial, afișat pe fațada clădirilor, era însă de complex comercial agroindustrial și nu complex agroalimentar, cum apare în vorbirea curentă. Conform planurilor urbanistice, aici trebuiau să funcționeze piețe publice și un sector care oferea mâncare preparată pentru acasă, un fel de supermarket imaginat de conducătorii regimului socialist pentru a centraliza distribuția de alimente.

## Originea sintagmei
Numele de „circ al foamei” este împrumutat de la arhitectura complexelor – cupolele aduc cu imaginea unor circuri – și a ironiei de a construi clădiri gigantice de distribuție a alimentelor într-o perioadă când alimentele se găseau foarte greu în toată România (din cauza politicii de stat a regimului, de a exporta majoritatea produselor agricole românești pentru a plăti datoria externă).

## Evoluția circurilor foamei după 1989
Din cele 11 complexuri agroindustriale planificate, 5 aveau arhitectura specifică cu cupolă, 6 nu. În anul 1989, anul înlăturării regimului comunist, doar 6 circuri ale foamei erau terminate. Dintre ele, doua aveau cupolă.
Unul dintre ele, cel din cartierul Pantelimon, este acum parte dintr-o piață publică în zona Delfinul.
Al doilea face parte din complexul comercial Unirea.
Multe alte circuri ale foamei sunt doar în parte terminate și se găsesc presărate în diferite locații în București, înconjurate de macarale ruginite și terenuri părăsite.
Unele circuri ale foamei lăsate neterminate la căderea regimului comunist, au fost mai târziu terminate și transformate în complexe comerciale eminent capitaliste, cum ar fi: București Mall, City Mall sau Plaza România.
Un alt circ al foamei a fost transformat într-o universitate (Universitatea Creștină „Dimitrie Cantemir” de la Timpuri Noi).
Alte clădiri au fost demolate (Circul foamei din Rahova) sau se află într-un proces de reconstruire pentru alte destinații de folosință.
Lista celor 11 complexuri comerciale agroindustriale:
- Complexul Comercial Agroindustrial Băneasa (Sector 1) - inaugurat înainte de revoluție. Arhitectură fără cupolă. Astăzi complexul comercial Băneasa. 44°29′39″N 26°05′05″E / 44.49415°N 26.0848°E
- Complexul Comercial Agroindustrial Floreasca (Sector 1) - inaugurat înainte de revoluție. Arhitectură fără cupolă.
- Complexul Comercial Agroindustrial Delfinului-Pantelimon (Sector 2) - inaugurat oficial în ziua de 21 august 1985, transformat după revoluție in Complex Comercial Cercul Magic. Arhitectură cu cupolă. 44°26′42″N 26°09′29″E / 44.44495°N 26.158°E
- Complexul Comercial Agroindustrial Unirii (Sector 3) - inaugurat în 1986-87, transformat parțial în supermarket Carrefour. Restul clădirii cu cupola, denumită Hala Unirii, este în prezent în paragină. 44°25′45″N 26°06′24″E / 44.42923°N 26.10668°E
- Complexul Comercial Agroindustrial Vitan (Sector 3) - nefinalizat până la revoluție. Arhitectură cu cupolă. Transformat în București Mall. 44°25′13″N 26°07′36″E / 44.4202°N 26.12675°E
- Complexul Comercial Agroindustrial Titan-Republica (Sector 3) - inaugurat înainte de revoluție. Arhitectură fără cupolă.
- Complexul Comercial Agroindustrial Șura Mare (Sector 4) - nefinalizat până la revoluție. Arhitectură fără cupolă. Transformat în City Mall. 44°24′06″N 26°05′53″E / 44.40166°N 26.09798°E
- Complexul Comercial Agroindustrial Timpuri Noi (Sector 4) - nefinalizat până la revoluție. Arhitectură fără cupolă. Transformat în sediu universitar particular. 44°24′52″N 26°06′53″E / 44.41453°N 26.11477°E
- Complexul Comercial Agroindustrial Rahova-Progresului (Sector 5) - nefinalizat până la revoluție. Transformat în Liberty Center Mall.[1] Arhitectură cu cupolă, dar nu s-a păstrat până în prezent. 44°24′54″N 26°04′48″E / 44.4151°N 26.08005°E
- Complexul Comercial Agroindustrial Cotroceni (Sector 5) - inaugurat înainte de revoluție. Transformat în Piața Cotroceni. Arhitectură fără cupolă. 44°25′55″N 26°04′19″E / 44.43206°N 26.07185°E
- Complexul Comercial Agroindustrial Lujerului-Bd. Timișoara (Sector 6) - nefinalizat până la revoluție. Arhitectură cu cupolă. Transformat în Plaza Romania. 44°25′43″N 26°02′05″E / 44.4285°N 26.03483°E